# Conservatisme
Het conservatisme is een politieke, ethische en culturele gezindheid die zich grondvest op de traditie. Het begrip conservatisme is afgeleid van het Latijnse conservare, dat beschermen, in ongeschonden toestand bewaren betekent. Het conservatisme is echter een breed begrip en kent afhankelijk van de tijd en cultuur een andere invulling.
Essentieel stelt het conservatisme zich kritisch op tegenover het idee van maakbaarheid van de samenleving, zoals dat leeft in de ideologieën van de moderniteit, liberalisme en socialisme. De Nederlandse historicus en hoogleraar Hermann von der Dunk (1928-2018) gaf in 1976 in zijn boek Conservatisme de volgende definitie van dit begrip:
criterium voor een conservatieve houding of conceptie bleef het geloof in de fundamentele ongelijkheid van de mens en een hiërarchische opvatting van de samenleving. Het geloof niet alleen maar de aanvaarding ervan als natuurgegeven en noodzakelijk. [...] Wanneer de liberale burgerij zich geleidelijk aan behoudender gaat opstellen, wanneer ze conservatief-liberaal wordt, dan blijkt, dat het vooral die hiërarchische conceptie van de maatschappij, die ongelijkheidsleer van het Conservatisme is, die zij daarbij overneemt, waarmee zij de emancipatorische traditie van het liberalisme vaarwel zegt. Wel wordt die ongelijkheidsleer daarbij ontdaan van de oude religieuze en metafysische legitimatie.
Ook andere prominente historici, met onderling verschillende opvattingen, kwamen tot een eensluidende definitie van het begrip conservatisme, zoals Ernst Heinrich Kossmann (1922-2003):
het feit dat de conservatief, met de uitdrukkelijke bedoeling om een pleidooi voor de ongelijkheid der mensen te houden, zocht naar wat ons van elkaar onderscheidt.
En ook Jacques Presser (1899-1970):
Een geheel nieuwe ideologie veroverde de geesten, een conservatieve politieke filosofie die, voor het eerst eigenlijk na de eeuw der 'Aufklärung', ronduit de menselijke ongelijkheid en de veroordeling van de vooruitgang als grondslagen aanvaardde.
Over de inhoud van het politieke conservatisme zijn de meningen verdeeld. Doorgaans wordt echter de 18e-eeuwse staatsman Edmund Burke gezien als de grondlegger van het conservatisme toen hij zich afzette tegen de Franse Revolutie in zijn Reflections on the French Revolution (1791) en pleitte voor politici met de dispositie te behouden en de vaardigheid te verbeteren. Toch komt het conservatisme in een hoop soorten en maten voor, en verschillen conservatieve bewegingen van land tot land.
De Britse filosoof Roger Scruton stelt dat de grondslagen van het conservatisme liggen in autoriteit en trouw, constitutie en de staat, recht en vrijheid, eigendom en de autonome institutie. De politicoloog Andrew Heywood houdt het op zeven conservatieve uitgangspunten: traditie, pragmatisme, menselijke imperfectie, organicisme, hiërarchie, autoriteit en privé-eigendom. De Amerikaanse conservatieve denker Russell Kirk opperde dat het conservatisme geen religie en ook geen ideologie is, omdat ze geen heilig geschrift of een Das Kapital heeft.
Een vorm van conservatisme is het zogenoemde Angelsaksische of Burkeaanse conservatisme, dat vooral invloedrijk is in het Verenigd Koninkrijk en in de Verenigde Staten. Een vertegenwoordiger van dit conservatisme in de 20e eeuw was Winston Churchill. Andere conservatieven in deze traditie zijn onder meer Benjamin Disraeli en Margaret Thatcher. Ook mensen als Friedrich Hayek en Karl Popper worden soms onder dit conservatisme gerekend, al noemde de eerste zich bij voorkeur een old whig en stelde de laatste dat het conservatisme te nauw verwant is aan het autoritarisme en een uiting is van ethisch nihilisme.
Het oude conservatisme in Frankrijk verschilde van het Angelsaksische conservatisme in de zin dat ze meer reactionair en autoritair was. Franse conservatieven als Joseph de Maistre en François René de Chateaubriand stonden achter het zogeheten ancien régime met diens standenmaatschappij en waren fel gekant tegen de Franse Revolutie. De 19e-eeuwse Franse socioloog Alexis de Tocqueville, die onderzoek deed naar het gemeenschapsleven in de Verenigde Staten, wordt evenwel beschouwd als een van de belangrijkste liberaal-conservatieve denkers. In Duitsland was het conservatisme radicaler dan in het Verenigd Koninkrijk en Frankrijk en kende met de beweging van de Konservative Revolution representanten in Oswald Spengler en Martin Heidegger. Een Duitse conservatief van voor de Konservative Revolution was Friedrich Julius Stahl, al beschouwen sommigen ook Friedrich Nietzsche als een vroege Duitse conservatief.

## Conservatieve standpunten

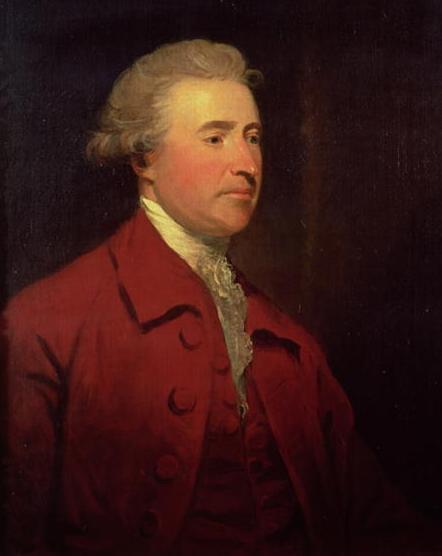
Edmund Burke

In de ethiek is conservatisme het standpunt toegedaan dat wat traditioneel groeit, intrinsieke merites heeft en het waard is om te behouden, omdat de traditie middels het beginsel van trial-and-error oftewel gissen en missen gevormd zou worden. Zij is dan het moeizame resultaat van beslissingen en compromis. Slechte of onwerkbare zaken zullen in die opvatting door de tijd heen in een traditionele samenleving weggefilterd worden. Conservatieven hebben om die reden een afkeer van ondoordachte innovatie en revolutie. Hiervoor in de plaats zetten zij organische ontwikkeling, evolutie als antoniem van revolutie en het historisch gegroeide. Conservatieven kenmerken zich ook veelal door ethisch scepticisme, het standpunt dat de menselijke rede niet toereikend is voor het vaststellen van deugdelijke normen. Men kan zich daarom beter baseren op wat traditioneel gegroeid is dan op "abstracte" denkbeelden.
Hoewel men in de politicologie het conservatisme beschouwt als een ideologie die gegrondvest is op de traditie, stellen conservatieven als Michael Oakeshott dat het conservatisme geen ideologie is, maar de afwezigheid of afwijzing van ideologie. Omdat conservatieven niet van opvatting zijn dat de mens een onbeschreven blad is, geloven zij niet in de maakbaarheid van de samenleving. Wel staan ze achter het pragmatisme, de filosofie die niet het denken, maar het praktisch handelen als uitgangspunt neemt. Het vermijden van de risico's die veranderingen met zich meebrengen kan bijvoorbeeld als een uiting van pragmatisme worden aangemerkt. Pragmatische argumenten vindt men onder andere terug bij diegenen die zowel een democratie als behoud van een monarchie voorstaan. Conservatieven in Groot-Brittannië staan dan ook achter de monarchie, terwijl conservatieven in de Verenigde Staten achter de (democratische) republiek staan.
Hoewel het conservatieve oorspronkelijk afwijzend stond tegenover het nationalisme, zijn conservatieven langzaam nationalistische of patriottistische standpunten gaan delen. Veel conservatieven in Europa zijn tegenwoordig aanhangers van de eigen nationale staat, identiteit en cultuur. Trouw aan God, koning en vaderland is in die zin een onversneden conservatieve houding. De verbinding tussen het nationalisme en het conservatisme was het sterkst in Duitsland. Sommige leden van de Konservatieve Revolution, zoals Carl Schmitt, sloten zich later aan bij het Duitse fascisme, terwijl andere leden, zoals Stefan George, juist afstand namen van de fascistische verwikkelingen. Weer andere conservatieven, zoals Claus Schenk von Stauffenberg en Dietrich Bonhoeffer, kwamen zelfs in verzet tegen het nationaalsocialisme. In Spanje werkten de conservatieve carlisten samen met het bewind van Francisco Franco. Ook de conservatieve oud-premier José María Aznar was in zijn jeugdjaren een Spaanse falangist. Veel, maar niet alle, Vlaams conservatieven staan afwijzend tegenover België en zijn nationale symbolen, waaronder de monarchie, en pleiten voor een Vlaamse nationale staat. Een minderheid binnen de Europese conservatieven is pan-Europees gericht, en streeft naar een Europese federatie van nationale of etnische groepen.
Andere vormen van conservatisme zijn het cultureel conservatisme en het ecologisch conservatisme. Johan Huizinga wordt wel beschouwd als een vertegenwoordiger van het cultureel conservatisme. Het behouden van oudere elementen in een samenleving en cultuur noemt men ook wel traditionalisme. De beweging voor het behoud van de oude Engelse maten en gewichten (avoirdupoisstelsel) is een klassiek voorbeeld van het traditionalisme. De kijk op deze tradities is echter niet zelden geromantiseerd. Het ecologisch conservatisme is een stroming van het ecologisme dat streeft naar een natuurlijke, traditionele en "oorspronkelijke" band met de natuur. Deze stroming is onder andere aanwezig in bladen als Gwenved, Tekos en Vrijbuiter.

## Conservatisme en de status quo
De term conservatisme wordt vaak gebruikt wanneer verandering van een bestaande situatie om andere redenen wordt afgewezen en men bij voorkeur de huidige stand van zaken bij het oude willen laten. Wanneer bijvoorbeeld de ideologie die men aanhangt praktijk is geworden, komt het verdedigen van die ideologie uiterlijk overeen met conservatisme. De communist Leonid Brezjnev wordt om die reden door sommigen als een conservatieve communist betiteld. Het conservatisme wordt ook vaak gezien als de beweging die graag een vergane tijd weer in ere wil herstellen. Zo worden mensen die de jaren 1950 of de verzuiling als de goede oude tijd beschouwen, vaak conservatief genoemd. Het willen herstellen van een oude situatie of het weer terug willen naar een status quo in het verleden wordt doorgaans echter reactionair genoemd.
Hoewel sommige conservatieven inderdaad ook reactionair zijn, stelt de filosofie van het traditioneel conservatisme dat er geen ideale samenleving of tijd heeft bestaan of bestaat, en dus ook niet in een bepaald tijdsvlak in het verleden. Ook de uitleg van het begrip conservatisme als het behouden van de status quo wordt door traditioneel conservatieven daarom verworpen. Het begrip reactionaire conservatief wordt niet zelden in het dagelijks taalgebruik gehanteerd als een pejoratief, bijvoorbeeld door Ayaan Hirsi Ali richting Hans Wiegel. Politici van D66 en de ChristenUnie beschuldigen elkaar dan ook van conservatisme.
Een andere reden voor een conservatief standpunt kan zijn het historicisme, de visie dat het verloop van de geschiedenis onvermijdelijk is. De tradities die de geschiedenis oplevert, worden daarom als onontkoombaar beschouwd. Een beroep op deze argumenten werd al door Plato gedaan en wordt later ook aangetroffen binnen bijvoorbeeld het christendom en het marxisme. Vanuit deze visie kan ook de status quo gelegitimeerd worden, en is het behouden ervan dus praktisch conservatief of behoudend.

## Conservatisme in Nederland en België

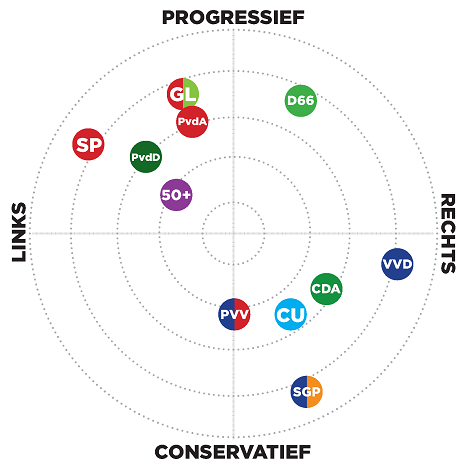
In Nederland bevinden de conservatieve partijen tijdens de Tweede Kamerverkiezingen in 2012 volgens André Krouwel aan de onderkant van de figuur

In Nederland is het conservatisme tegenwoordig geen brede politieke beweging. Toch kent de Nederlandse geschiedenis enkele personen die zichzelf conservatief noemden of als conservatief te beschouwen zijn, zoals Gijsbert Karel van Hogendorp, een van de opstellers van de Nederlandse Grondwet in 1814. De conservatieve Algemeene Kiesvereeniging van Jan Heemskerk Azn wordt bovendien beschouwd als de eerste Nederlandse politieke partij. Ook de antirevolutionair Guillaume Groen van Prinsterer was sterk beïnvloed door Edmund Burke. In Nederland worden tegenwoordig de rechtsfilosoof Andreas Kinneging en de journalist Bart Jan Spruyt gezien als de meest vooraanstaande Nederlandse conservatieven. Wijlen J.L. Heldring (hoofdredacteur en columnist van NRC Handelsblad), beschouwde zich als erfgenaam van een conservatisme dat al in de 19e eeuw is uitgestorven.
Het conservatisme in Nederland is geen monolithisch geheel en onder de schaarse conservatieven zijn toch een hoop verschillende invalshoeken te onderscheiden. Sommige Nederlandse conservatieven, zoals Joshua Livestro, pleiten voor het behoud van joods-christelijke normen en waarden zoals die gegolden zouden hebben in de jaren 1950, die sinds de culturele revolutie van de jaren 1960 vaak met spruitjesgeur werden geassocieerd. Nederlandse conservatieven worden er nogal eens van beschuldigd door hun tegenstanders dat ze terug willen naar de jaren 1950. Andere conservatieven wijzen echter ook die tijd af. Christelijke conservatieven leggen de nadruk op medisch-ethische kwesties, zoals abortus, euthanasie en het homohuwelijk. Weer andere conservatieven streven juist vooral naar een herstel van de nachtwakersstaat met minder overheidsinmenging en meer particulier initiatief en marktwerking.

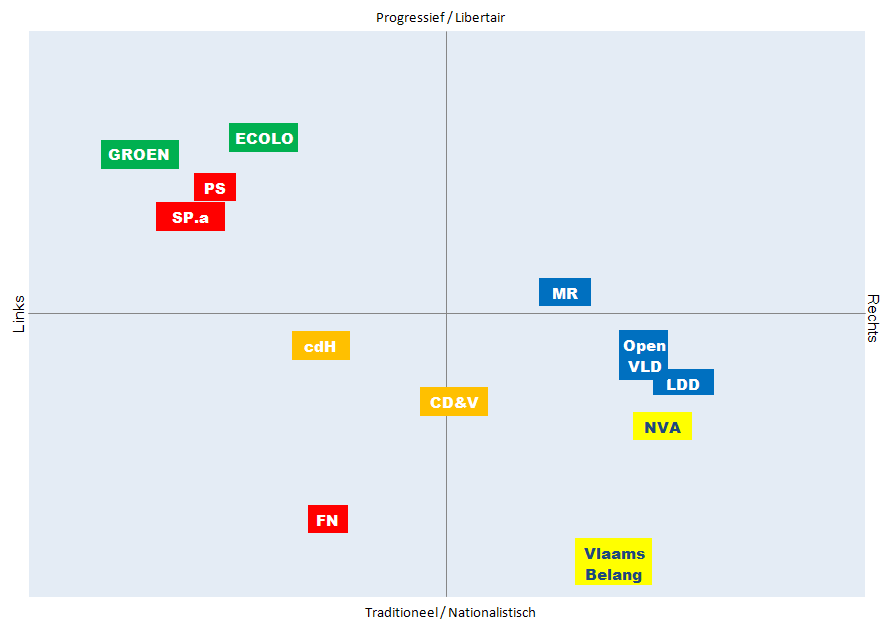
De Belgische conservatieve partijen bevinden zich aan de onderkant van het politieke spectrum

Conservatieve standpunten komen bij meerdere politieke partijen in Nederland naar voren, waaronder de partijen met een confessionele oorsprong. De partij Forum voor Democratie zou op cultureel vlak conservatief genoemd kunnen worden; op veel andere fronten wil de partij juist breken met de status quo. Het CDA heeft een christelijk-conservatieve en een liberaal-conservatieve (niet te verwarren met conservatief-liberale) vleugel. De ChristenUnie heeft een christelijk-conservatieve maar ook een christelijk-sociale vleugel; de SGP is orthodox-protestants en staatkundig gereformeerd en kan met enige creativiteit betiteld worden als christelijk-conservatief; de VVD is een liberale partij, met conservatief- en progressief-liberale elementen; de Partij voor de Vrijheid van Geert Wilders is een VVD-afsplitsing die een conservatievere koers voert dan de VVD zelf.
In België en Vlaanderen is het conservatisme meer onderwerp van politieke bespreking dan in Nederland. De N-VA is een centrumrechtse en Vlaams-nationalistische partij waarvan de voorzitter, Bart De Wever, zich conservatief noemt en zich uitdrukkelijk beroept op het denken van Edmund Burke. Het CD&V heeft zijn wortels in de conservatieve 19e-eeuwse Katholieke Partij en wordt ook vandaag soms als een christelijk geïnspireerde conservatieve partij gezien. Het Vlaams Belang kent veel verschillende vleugels, waaronder een conservatieve, al noemt de partij zichzelf Vlaams- en rechts-nationalistisch.
In de Lage Landen zijn er ook nog een paar kleine conservatieve denktanks of genootschappen te vinden. De Edmund Burke Stichting is een Nederlandse denktank met verschillende conservatieve strekkingen. Open Orthodoxie is een Nederlands-Vlaams conservatief genootschap. In België is er de Deltastichting die het tijdschrift Tekos uitgeeft. De Vlaamse studentenvereniging Katholiek Vlaams Hoogstudentenverbond beroept zich tevens op het conservatisme.

## Amerikaanse stromingen
In de Verenigde Staten is het conservatisme een bredere politieke beweging dan in de meeste Europese landen. Bovendien heeft het Amerikaanse conservatisme zijn eigen ontwikkelingen doorgemaakt. Zo is het Amerikaanse conservatisme het onderscheid gaan kennen tussen de verschillende stromingen. De meest vooraanstaande stromingen zijn het neoconservatisme, het paleoconservatisme, het sociaal-conservatisme en het fiscaal-conservatisme. Het libertarisme, dat in Europa beschouwd wordt als een vorm van liberalisme, wordt in de Verenigde Staten ook vaak onder het conservatisme gerekend.

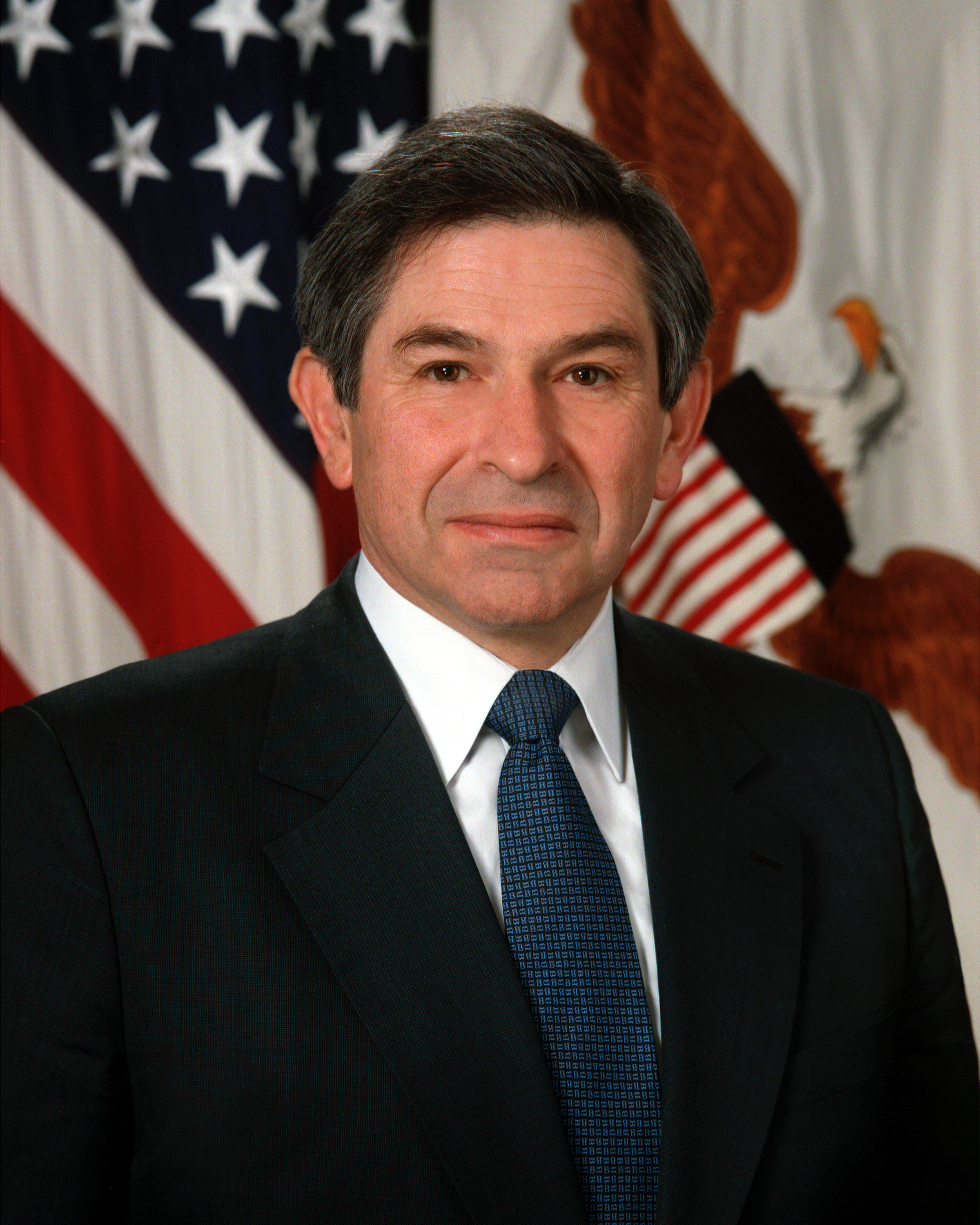
Paul Wolfowitz

Vooraanstaande en invloedrijke neocons zijn Irving Kristol en Paul Wolfowitz. Neoconservatieven hadden veel invloed in onder andere de regering van George W. Bush, al noemt de laatste zichzelf een conservatief met compassie. De speerpunten van neoconservatieven zijn een assertief buitenlands beleid en de zogeheten strijd tegen terrorisme. Het andere invloedrijke Amerikaanse conservatisme, het paleoconservatisme, kan het beste vergeleken worden met het traditioneel conservatisme in Europa. Vooraanstaande Amerikaanse paleocons zijn Pat Buchanan en Thomas Fleming. Het paleoconservatisme legt sterk de nadruk op de Amerikaanse traditie, die zij zien als een voortzetting van de oud-Europese.
Het sociaal conservatisme of christen-conservatisme noemt men ook wel christelijk rechts, al stemmen niet alle conservatieve christenen daadwerkelijk rechts. Sociaal-conservatieven hechten veel waarde aan familiewaarden, medisch-ethische terughoudendheid en het christendom. Een sociaal-conservatief is de Amerikaanse televisie-evangelist Pat Robertson. Het fiscaal conservatisme daarentegen legt de nadruk op een economisch terughoudende overheid, lage belastingen en de vrije markt. In Europa wordt dit laatste soort conservatisme ook wel liberaal-conservatisme genoemd.
Hoewel de meeste Amerikaanse conservatieven zich verbonden voelen met de Republikeinse partij, zijn er ook conservatieven te vinden in de Democratische partij of als independent (onafhankelijke). Neoconservatieven en paleoconservatieven staan niet zelden vijandelijk tegenover elkaar. Waar neoconservatieven het traditioneel conservatisme of paleoconservatisme vaak zien als een reactionaire grondhouding, beschuldigen paleoconservatieven de neoconservatieven van jacobinisme. Deze tegenstelling was onder andere merkbaar in de discussie rondom de oorlog in Irak: waar de meeste neoconservatieven achter de inval stonden, waren de meeste paleoconservatieven tegen.